# Club Friday: To Be Continued - Phuean rak phuean rai
Club Friday: To Be Continued - Phuean rak phuean rai (Club Friday To Be Continued เพื่อนรัก เพื่อนร้าย) è una serie televisiva thailandese facente parte del franchise di Club Friday. Si tratta di uno spin-off della terza stagione ("Phuean rak", เพื่อนรัก) di "Club Friday the Series 6 - Kwarm rak mai pit".
È andata in onda su GMM 25 dal 15 marzo al 3 maggio 2016.

## Personaggi e interpreti
- Cartoon, interpretata da Wanida Termthanaporn "Gybzy".
- Man, interpretato da Pitchaya Nitipaisalkul "Golf".
- Nat, interpretato da Thassapak Hsu "Bie".
- Cherry, interpretata da Apinya Sakuljaroensuk "Saiparn".

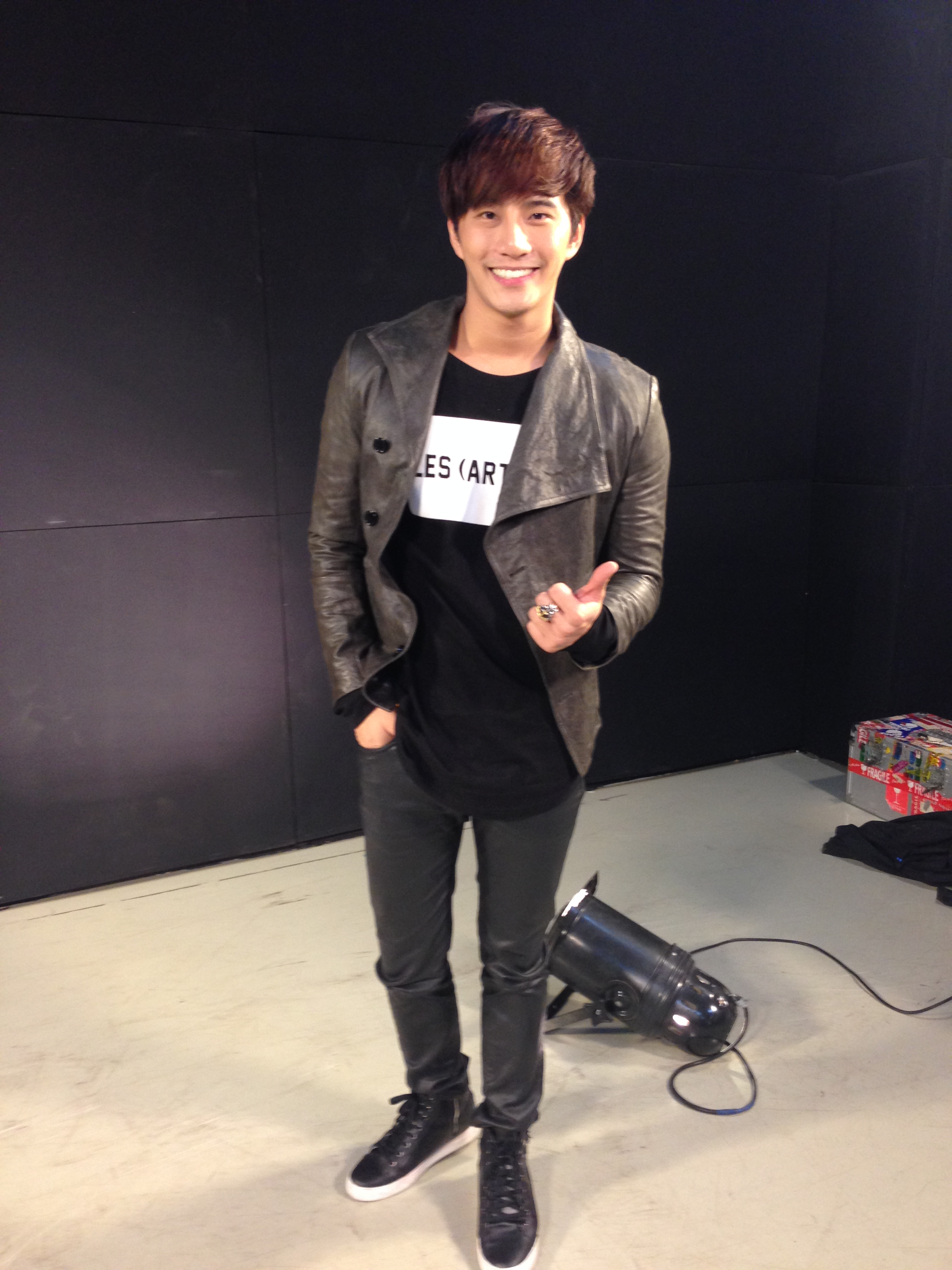
Thassapak Hsu
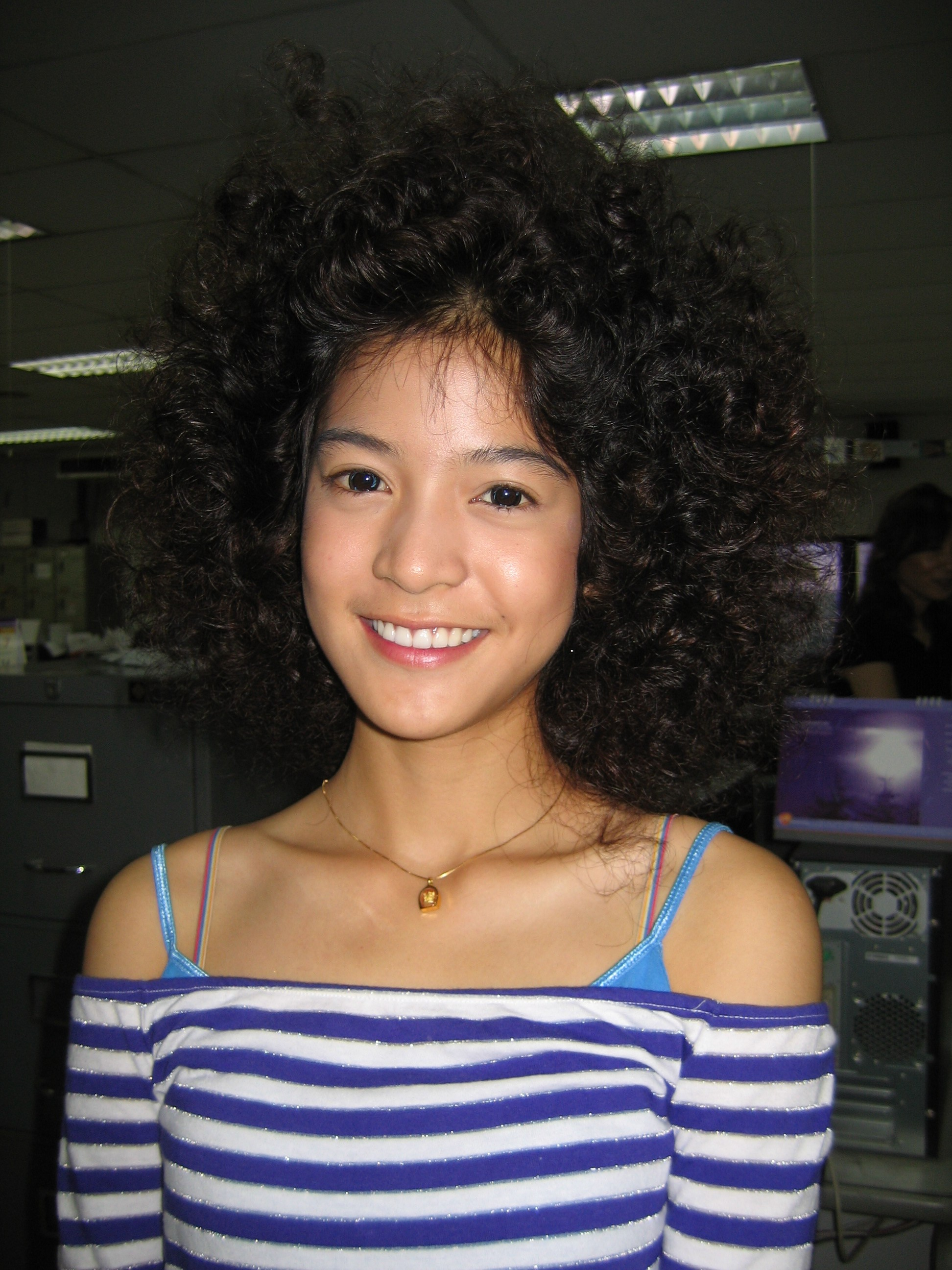
Apinya Sakuljaroensuk

## Episodi
| Stagione       | Episodi | Prima TV |
| -------------- | ------- | -------- |
| Prima stagione | 15      | 2016     |